# Sankt Georgs kyrka, Leštane
Sankt Georgs kyrka (serbisk kyrilliska: Црква Светог Георгија; latinska: Crkva Svetog Georgija; kyrkslaviska: Це́рковь Свѧтого Геѡ́ргїѧ) är en serbisk-ortodox kyrkobyggnad belägen i byn Leštane i kommunen Grocka, i Serbiens huvudstad Belgrad.
Kyrkan är helgad åt den romerske martyren, soldaten och helgonet Sankt Göran. Den tillhör Belgrads och Karlovcis ärkebiskopsdöme.

## Historik
Sankt Georgs kyrka i Leštane började att byggas år 2004 och stod klar 2007.

## Bilder

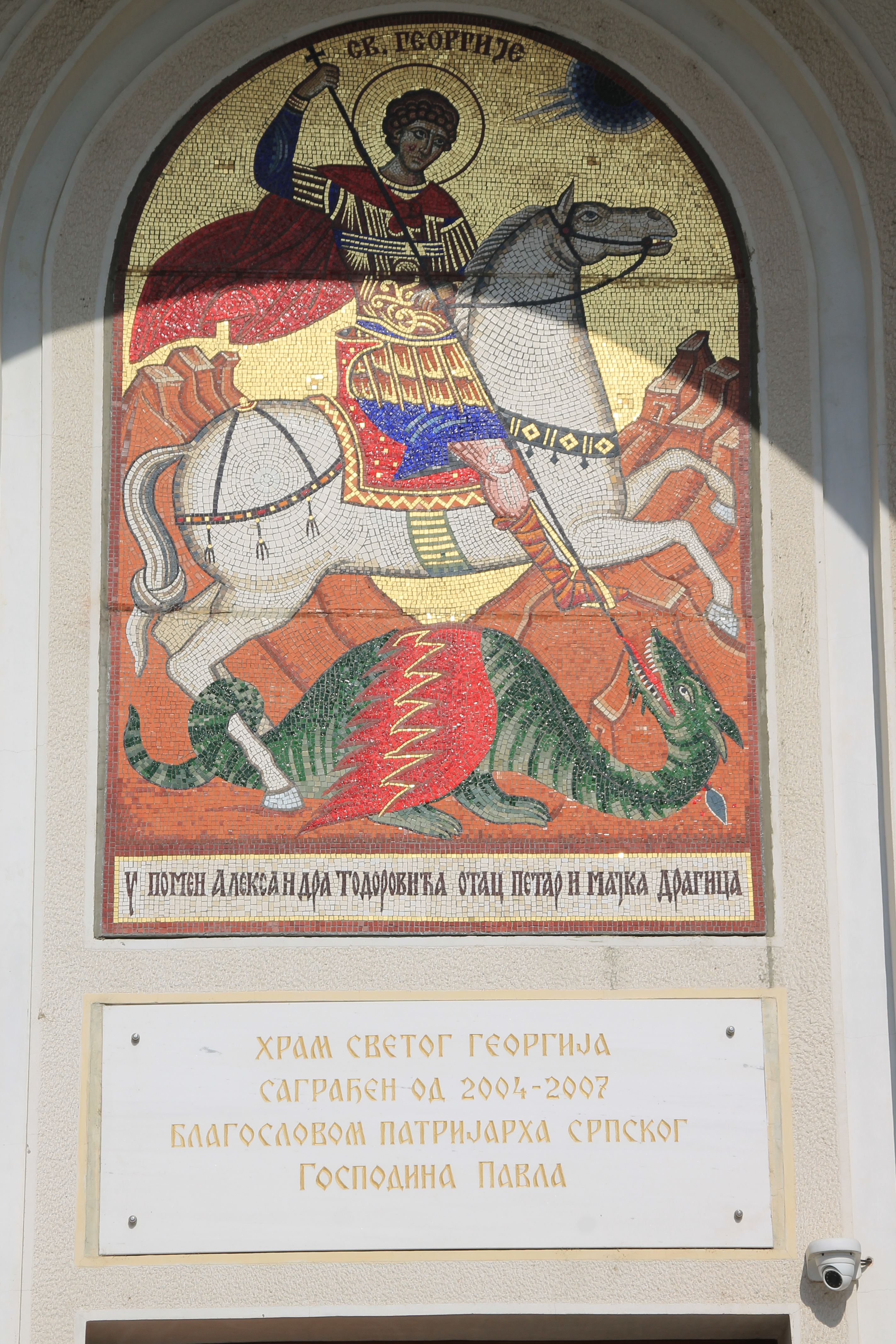
Sankt Göran avbildad ovanför entrén. Texten under säger bland annat att kyrkan byggdes mellan 2004 och 2007.
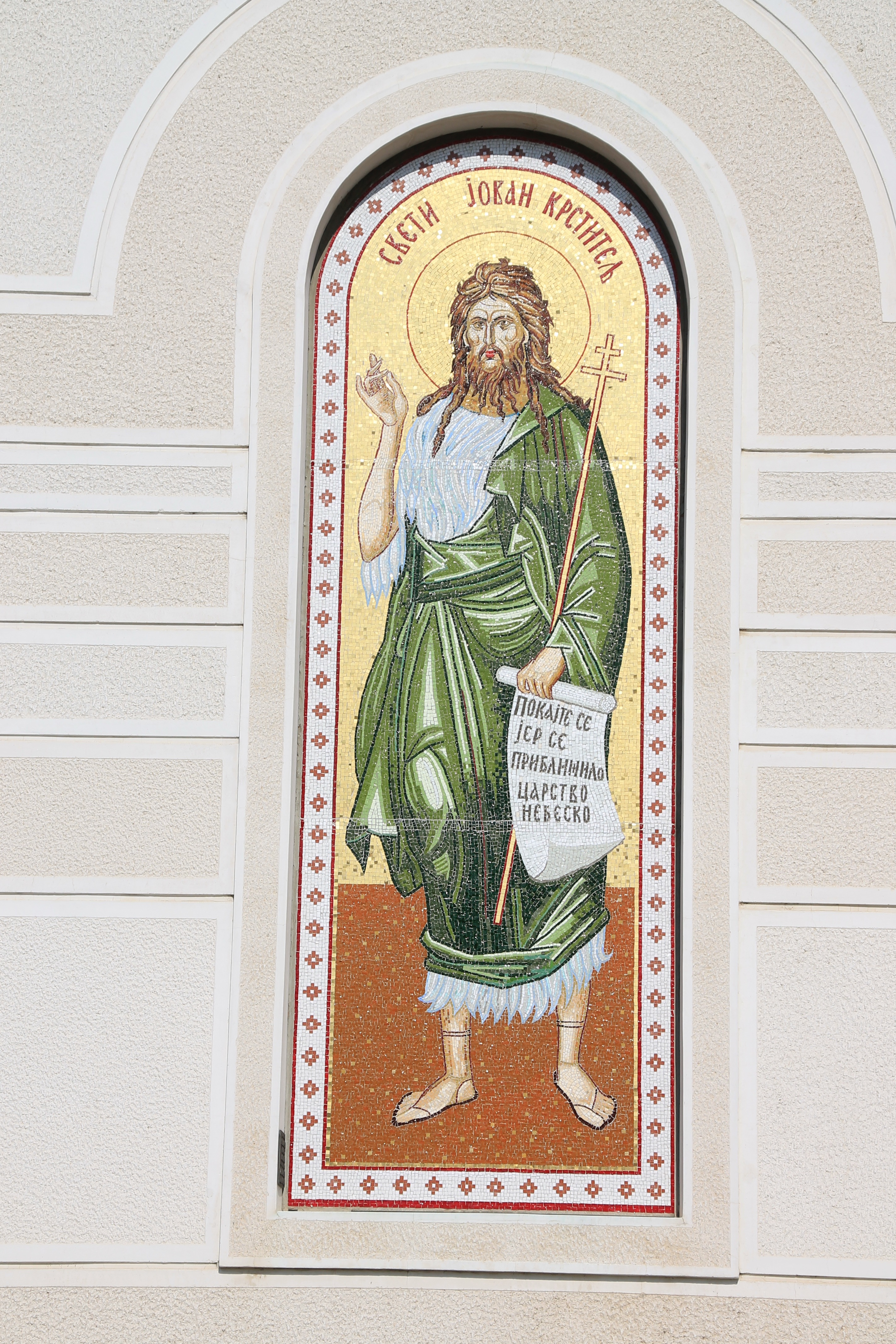
Johannes Döparen avbildad på fasaden.